# Ozzfest
Ozzfest je bila godišnja glazbena festivalska turneja u SAD-u (par puta je održana i u Europi te Japanu) na kojoj su nastupali heavy metal i hard rock sastavi. 
Festival su osnovali Ozzy Osbourne i njegova žena Sharon. Na turneju su nastupali sastavi mnogih žanrova, uključujući alternativni metal, thrash metal, industrial metal, metalcore, hardcore punk, nu metal, death metal, gothic metal i black metal. Uz Ozzyja Osbournea i njegov sastav Black Sabbath, najviše puta su nastupili sastavi Black Label Society, Hatebreed, System of a Down, Disturbed, Slipknot, DevilDriver, Coal Chamber, Marilyn Manson, Slayer, Fear Factory, Static-X i drugi.

## Ozzfest 1996
- Glavna pozornica:

Ozzy Osbourne, Slayer, Danzig, Biohazard, Sepultura, Fear Factory
- Druga pozornica:

Neurosis, Earth Crisis, Powerman 5000, Coal Chamber, Cellophane

## Ozzfest 1997
- Glavna pozornica:

Black Sabbath, Ozzy Osbourne, Marilyn Manson, Pantera, Type O Negative, Fear Factory, Machine Head, Powerman 5000
- Druga pozornica:

Coal Chamber, Slo Burn, Drain STH, downset., Neurosis, Vision of Disorder

## Ozzfest 1998

### SAD
- Glavna pozornica:

Ozzy Osbourne, Tool, Megadeth, Limp Bizkit, Soulfly, Sevendust, Coal Chamber
- Druga pozornica:

Motörhead, System of a Down, Melvins, Incubus, Snot, Ultraspank, Life of Agony, Kilgore, Monster Voodoo Machine

### UK
- Glavna pozornica:

Black Sabbath, Ozzy Osbourne, Foo Fighters, Soulfly, Pantera, Slayer, Fear Factory, Therapy?
- Druga pozornica:

Coal Chamber, Life of Agony, Human Waste Project, Hed PE, Entombed, Pitchshifter

## Ozzfest 1999
- Glavna pozornica:

Black Sabbath, Rob Zombie, Deftones, Slayer, Primus s Bucketheadom, Godsmack, System of a Down
- Druga pozornica:

Fear Factory, Static-X, Slipknot, Hed PE, Flashpoint, Shovel, Pushmonkey, Drain STH, Apartment 26, Puya

## Ozzfest 2000
- Glavna pozornica:

Ozzy Osbourne, Pantera, Godsmack, Static-X, Incubus, Methods of Mayhem, P.O.D., Queens of the Stone Age
- Druga pozornica:

Soulfly, Kittie, Disturbed, Taproot, Slaves on Dope, Reveille, Shuvel, Primer 55, The Deadlights, Pitchshifter, Air Supply, Crazy Town, Pumpjack, Black Label Society, Apartment 24

## Ozzfest 2001

### SAD
- Glavna pozornica:

Black Sabbath, Marilyn Manson, Slipknot, Papa Roach, Linkin Park, Disturbed, Crazy Town, Black Label Society
- Druga pozornica:

Mudvayne,  The Union Underground, Taproot, Systematic, Godhead, Nonpoint, Drowning Pool, Spineshank, Hatebreed, Otep, No One, Pressure 4-5, American Head Charge, Pure Rubbish, Beautiful Creatures, Project Wyze, Slaves on Dope

### UK
- Glavna pozornica:

Black Sabbath, Slipknot, Tool, Papa Roach, Soulfly, Hed PE, Raging Speedhorn
- Druga pozornica:

Disturbed, Amen, Mudvayne, Black Label Society, Pure Rubbish, Apartment 26, The Union Underground

## Ozzfest 2002

### SAD
- Glavna pozornica:

Ozzy Osbourne, System of a Down, Rob Zombie, P.O.D., Drowning Pool, Adema, Black Label Society, Tommy Lee
- Druga pozornica:

Down, Hatebreed, Meshuggah, Soil, Flaw, 3rd Strike, Pulse Ultra, Ill Niño, Andrew W.K., Glassjaw, The Used, Sw1tched, Otep, Lostprophets, The Apex Theory, Neurotica, Chevelle, Mushroomhead, Seether

### Europa
Rock Im Park
- Ozzy Osbourne, Tool, System of a Down, Bad Religion, P.O.D., Drowning Pool, Black Label Society

Braunschweig
- Ozzy Osbourne, Tool, Bad Religion, Oomph!, Black Label Society

Antwerpen
- Ozzy Osbourne, Tool, System of a Down

Donington
- Glavna pozornica: Ozzy Osbourne, Tool, System of a Down, Slayer, Lostprophets, Millencolin, Cradle of Filth, Drowning Pool, The Mad Capsule Markets, Black Label Society, AntiProduct
- Druga pozornica: Hundred Reasons, Ill Niño, Kittie, American Head Charge, Mushroomhead, Otep, Cyclefly, Hell Is for Heroes, Danko Jones, Flaw, Skindred, Nonpoint, Pulse Ultra

Kildare
- Glavna pozornica: Ozzy Osbourne, Tool, System of a Down, Slayer, Therapy?, Lostprophets, Drowning Pool, Cyclefly, Black Label Society
- Druga pozornica: Kittie, American Head Charge, Ill Niño, Mushroomhead, Skindive, Hell Is for Heroes, Superskin, Pulse Ultra, Flaw, Otep, AntiProduct

Katowice
- Ozzy Osbourne, Tool, Slayer, AntiProduct, Decapitated

Prag, Stadion Strahov
- Ozzy Osbourne, Slayer, Tool, Drowning Pool, Metalium, Royal Playboy Cartel, Black Label Society, Škwor, AntiProduct, Astro Metro

Nijmegen
- Glavna pozornica: Ozzy Osbourne, Tool, Slayer, Within Temptation, Kittie, Ill Niño, Drowning Pool
- Druga pozornica: American Head Charge, Dreadlock Pussy, Mushroomhead, Soil, .calibre, After Forever, Otep, AntiProduct
- Lokalna pozornica: Nomen, Outburst, Wicked Mystic, Callenish Circle, Dimension Seven, Smogus, Agresión

Lisabon
- Ozzy Osbourne, Tool, Slayer, Ill Niño, Kittie, Drowning Pool, AntiProduct, Ramp

## Ozzfest 2003
- Glavna pozornica:

Ozzy Osbourne, Korn, Marilyn Manson, Disturbed, Chevelle, The Datsuns
- Druga pozornica:

Cradle of Filth, Voivod, Hotwire, Shadows Fall, Grade 8, Twisted Method, Nothingface, Killswitch Engage, Unloco, Depswa, Motograter, Sworn Enemy, The Revolution Smile, Chimaira, Endo, Memento, E.Town Concrete

## Ozzfest 2004
- Glavna pozornica:

Black Sabbath, Judas Priest, Slayer, Dimmu Borgir, Superjoint Ritual, Black Label Society
- Druga pozornica:

Slipknot, Hatebreed, Lamb of God, Atreyu, Bleeding Through, Lacuna Coil, Every Time I Die, Unearth, God Forbid, Otep, Devildriver, Magna-Fi, Throwdown, Darkest Hour

## Ozzfest 2005

### SAD
- Glavna pozornica:

Black Sabbath, Iron Maiden, Mudvayne, Shadows Fall, Black Label Society, In Flames, Velvet Revolver, Slipknot, Drowning Pool
- Druga pozornica:

Rob Zombie, Killswitch Engage, As I Lay Dying, Mastodon, A Dozen Furies, The Haunted, Arch Enemy, The Black Dahlia Murder, Bury Your Dead, It Dies Today, Soilwork, Trivium, Gizmachi, Wicked Wisdom

### Ozzfest na Downloadu (U.K.)
Black Sabbath, Velvet Revolver, HIM, Anthrax, Alter Bridge, A, Bowling for Soup, The Mad Capsule Markets, The Dwarves, Trivium

## Ozzfest 2006
- Glavna pozornica:

Ozzy Osbourne, System of a Down,  Disturbed, Avenged Sevenfold, Hatebreed, Lacuna Coil, DragonForce
- Druga pozornica:

Ozzy Osbourne, Black Label Society, Atreyu, Unearth, Bleeding Through, Norma Jean
- Druga pozornica (Rotating Slots):

A Life Once Lost, The Red Chord, Walls of Jericho, Strapping Young Lad, All That Remains, Full Blown Chaos, Between the Buried and Me, Bad Acid Trip

## Ozzfest 2007
- Glavna pozornica:

Ozzy Osbourne, Lamb of God, Static-X, Lordi, Black Tide
- Druga pozornica

Hatebreed, Behemoth, Nick Oliveri and the Mondo Generator, DevilDriver
- Druga pozornica (Rotating Slots)

Nile, Ankla, The Showdown, 3 Inches of Blood, DÅÅTH, In This Moment, Chthonic, Circus Diablo

## Ozzfest 2008
- Glavna pozornica:

Metallica, Ozzy Osbourne, Serj Tankian, Hellyeah, Jonathan Davis, Cavalera Conspiracy, Shadows Fall, Apocalyptica, In This Moment

- Druga pozornica

Sevendust, DevilDriver, Kingdom of Sorrow, Soilent Green, Witchcraft, Goatwhore

- Texas pozornica

The Sword, Drowning Pool, Rigor Mortis, The Destro, Within Chaos, Debri, Black Tooth

## Ozzfest 2010

### SAD
- Glavna pozornica

Ozzy Osbourne, Motley Crue, Halford, DevilDriver, Nonpoint
- Druga pozornica

Black Label Society, Drowning Pool, Kingdom of Sorrow
- Druga pozornica (rotirajuća):

Goatwhore, Skeletonwitch, Saviours, Kataklysm, Exodus, California Wildebeest, Immune

### UK
- Glavna pozornica

Ozzy Osbourne, Korn, Murderdolls, Steel Panther, Skindred
- Druga pozornica

Paradise Lost, Black Spiders, Revoker, Jettblack

### Izrael
- Glavna pozornica

Ozzy Osbourne, Korn, Soulfly, Betzefer
- Druga pozornica

Almana Shchora, Behind the Sun, Krayot

## Vanjske poveznice
- Službena stranica